# Liste des seigneurs de Villiers-Cul-de-Sac
 (août 2024).
Si vous disposez d'ouvrages ou d'articles de référence ou si vous connaissez des sites web de qualité traitant du thème abordé ici, merci de compléter l'article en donnant les références utiles à sa vérifiabilité et en les liant à la section « Notes et références ».
 (août 2024).

## Seigneurie de Villiers-Cul-de-Sac
Villiers ou Villiers-Cul-de-Sac était une seigneurie qui s'étendait sur une grande partie de la paroisse de Neauphle-le-Vieux, avec des extensions sur Morainville (aujourd'hui Saint-Germain-de-la-Grange). Propriété de Frédéric Phélypeaux, comte de Maurepas (Pontchartrain) et ministre de Louis XV et Louis XVI, ce fief a formé l'assiète de la nouvelle paroisse de Villiers-Saint-Frédéric, détachée en 1783 de celle de Neauphle-le-Vieux.
Ce fief était circonscrit par les fiefs voisins de Saint-Germain et de Chatron au nord (à Morainville), par celui de Neauphle-le-Châtel à l'est, par le fief du Pontel au sud, et par celui de Neauphle-le-Vieux à l'ouest.

## Seigneurs et dames de Villiers-Cul-de-Sac
Les seigneurs connus de Villiers-Cul-de-Sac furent successivement des membres des familles de Villaines (XIVe), de Rouville (XVe-XVIe), de Meneau (XVIe-XVIIe), puis Phélypeaux de Pontchartrain (XVIIIe) .
Liste non exhaustive

Villaines

- Pierre de Villaines, archidiacre de Josas, est cité en 1339[2].

- Pierre de Villaines, dit « le Bègue », (+ v. 1406) époux de Luce de Chevreuse, dame de Neauphle-le-Château en partie[3] ;
- Pierre de Villaines, dit « le Bègue » (+ 1415), cité comme seigneur de Villiers en 1402[4], fils de précédent, chevalier, roi (prince) d'Yvetot (seigneurie achetée en 1401), seigneur de Malicorne, chambellan du roi, sénéchal de Carcassonne et de Toulouse[5] ; épouse Isabeau Le Bouteiller de Senlis, puis Catherine de Bueil[6], mort à Azincourt en 1415. Sa fille Jeanne de Villaine épouse Jean Gougeul de Rouville, chevalier, seigneur de Rouville, et enterrée avec lui à l'abbaye Notre-Dame de Bonport (Eure) [7]

- Pierre de Rouville, dit « Gougeul » (mort à Azincourt le 25 octobre 1415), époux de Jeanne Boudard, dame de Neauphle (?).
- Guillaume de Rouville (mort en 1492), chevalier, seigneur de Moulineaux, et de Rouville (en 1491), conseiller et chambellan du roi, capitaine des gens d'armes au duché de Normandie ; épouse Louise Malet de Graville, fille de Jean V Malet, seigneur de Graville [8] ; ils furent inhumés à l'abbaye Notre-Dame de Bonport (27) [9].
- Louis de Rouville (mort en 1525), fils aîné du précédent, chevalier, seigneur de Rouville, Grainville-la-Teinturière, grand veneur de France, conseiller et chambellan du roi, lieutenant général au gouvernement de Normandie, bailli et capitaine de Mantes ; épouse Suzanne de Coesmes, fille de Nicolas, seigneur de Coesmes et de Lucé ; ils furent inhumés à l'abbaye Notre-Dame de Bonport (27) [7]
- François de Rouville (+ 1549), fils du précédent, chevalier, grand maître des eaux et forêts de Normandie et Picardie, ; épouse en 1523 Louise d’Aumont, fille et héritière de Ferry d'Aumont, seigneur d'Aumont, de Méru et de Chars[10].
- Louise d’Aumont, veuve du précédent, dame de Chars, dispose de la moitié de l'héritage par indivis, et rend aveu le 5 mai 1551 pour Villiers à Henri II, à cause de la châtellenie de Neauphle-le-Château, appartenant au roi[11] ; remariée à Jacques d’Archiac, chevalier, seigneur d’Availles, elle est en conflit avec son fils Jean de Rouville, à cause de la seigneurie de Villiers Cul de Sac (1557) [12].
- Jean de Rouville, écuyer, fils des précédent, rend hommage le 28 novembre 1549 pour ses seigneuries : Rouville, Villiers-Cul-de-Sac, Grainville-la-Teinturière, la moitié des fiefs d'Amblainville et de Théméricourt. Par douaire, il est en indivision avec sa mère Louise d'Aumont. Il avait épousé en 1550, Madeleine Le Roy (+ 1558), fille de Louis Le Roy, seigneur de Chavigny[10]. Le 25 juin 1560, il rendit à nouveau aveu pour son fief de Villiers[13], qu'il échangea en 1564 au profit de François de Meneau. Gentillomme pour la chambre du roi, lieutenant au gouvernement de Normandie, Jean de Rouville mourut au Siège de Paris en 1589, mais sa postérité se continua jusqu'au siècle suivant[14].
- François de Meneau, seigneur du Pontel (à Neauphle-le-Vieux), maître d'hôtel ordinaire du duc d'Anjou et d'Alençon, devint seigneur de Villiers-Cul-de-Sac par échange avec le précédent en 1564[15]. Le 5 avril 1581, il acquiert par engagement la châtellenie de Neauphle-le-Château, qu'il revend peu après à Pomponne de Bellièvre, seigneur de Grignon et surintendant des finances, futur beau-père du suivant. Il meurt vers 1594.
- Charles de Meneau, fils du précédent, seigneur de Villiers-Cul-de-Sac, Vicq, Chatron (à Saint-Germain-de-la-Grange), et Mareil-le-Guyon, épouse Louise de Bellièvre, fille de Pomponne de Bellièvre (1529-1607), chancelier de France. Charles de Meneau rend hommage de sa terre de Villiers le 16 août 1605.
- Pomponne de Meneau (+ vers 1681), chevalier, seigneur de Villiers-Cul-de-Sac, premier écuyer de la Reine-Mère Marie de Médicis, épouse Madeleine Amaulry.
- Nicolas de Meneau, seigneur de Villiers-Cul-de-Sac et du Pontel (à Villiers), vend sa terre de Villiers avec ses deux moulins de Toussac et de Cressay à Louis Phélypeaux, chevalier, comte de Pontchartrain, le 24 décembre 1697.
- Louis Phélypeaux de Pontchartrain (1643-1727), fils de Louis I Phélypeaux de Pontchartrain, ancien Premier président du parlement de Bretagne, puis contrôleur général des finances (1689-1699), secrétaire d'État de la Marine (1690-1699) et secrétaire d'État de la Maison du Roi, puis Chancelier de France et Garde des Sceaux du 5 septembre 1699 au 1er juillet 1714. Il épouse Marie de Maupeou (1645-1714), fille de Pierre III de Maupeou, seigneur de Bruyères, président de la 5e chambre aux enquêtes.
- Jérôme Phélypeaux de Pontchartrain (1674-1747), fils du précédent, comte de Maurepas et de Pontchartrain, conseiller au parlement de Paris (1692-1699), il succède à son père comme secrétaire d'État de la Maison du Roi et comme secrétaire d'État de la Marine (1699-1715). Il avait épousé en premières noces, le 28 février 1697 Éléonore Christine de La Rochefoucauld de Roye (1681-1708), dont cinq enfants, parmi lesquels Jean Frédéric (1701-1781), qui lui succède comme comte de Pontchartrain et Maurepas, et comme seigneur de Villiers ; puis en secondes noces, le 31 juillet 1713, Hélène de L'Aubépine (1690-1770) dont deux filles, Marie Louise Rosalie (1714-1780), non mariée, et Hélène (1715-1781), épouse Louis-Jules Mancini-Mazarini, troisième et dernier duc de Nevers (1716-1798).
- Jean Frédéric Phélypeaux de Maurepas (1700-1781), fils du précédent, « comte de Melleran », puis comte de Maurepas (1708) et de Pontchartrain, baron de Beynes, ministre d'État [16].
- Adélaïde Mancini de Nevers, (1742-1808), dernière dame de Pontchartrain et de Villiers-Saint-Frédéric (nom changé en 1783), nièce du précédent, épouse de Louis Hercule Timoléon de Cossé-Brissac, (1734-1792), 9e duc de Brissac, pair de France et grand panetier de France, gouverneur de Paris, capitaine colonel des cent Suisses de la garde du roi.

## Armorial

Villaines : D'argent, à trois lions de sable, armés et lampassés de gueules, au franc-quartier écartelé de Castille et de Léon (armorial de Gelre).
Rouville : D'azur semé de billettes d'or, à deux gougeons adossés du même (La Chesnaye-Desbois).
Aumont : D'argent au chevron de gueules accompagné de sept merlettes du même, 4 et 3 (Père Anselme)
Menuau :  D'or à trois abeilles de sable.

## Postérité
Pendant plus d'un siècle, les grandes fermes et bois de Villiers-Saint-Frédéric, ainsi que de Maurepas, Jouars-Pontchartrain et Beynes, restèrent dans la postérité d'Adélaïde Mancini, duchesse de Brissac, comme suit :
- Adélaïde de Cossé-Brissac (1767-1820), fille d'Adélaïde Mancini et de Louis-Hercule de Cossé-Brissac, elle vend en 1801 le château de Pontchartrain. Elle épouse de Victurnien-Jean-Baptiste de Rochechouart, (1752-1812), 7e duc de Mortemart fils de Jean-Baptiste de Rochechouart, duc de Mortemart, et de Charlotte-Nathalie de Manneville. Pair de France, député de la noblesse des bailliages de Guéret et de Sens aux États généraux de 1789. Conseiller général de la Seine en 1821.
- Casimir de Rochechouart (1787-1875), 8e duc de Mortemart, fils des précédents. Général de Napoléon Ier et pair de France. Premier ministre de Charles X en 1830. Grand Croix de la Légion d'honneur, ambassadeur en Russie, puis sénateur. Il épouse Virginie de Sainte-Aldegonde (1792-1878), dont un fils sans postérité et cinq filles.
- Henriette de Rochechouart-Mortemart (1814-1919), fille du précédent, propriétaire des bois de Villiers et du château de Maurepas, épouse en 1835 Alphonse de Cardevac d'Havrincourt (1806-1892), marquis d'Havrincourt, polytechnicien (X 1828), député du Nord et du Pas-de-Calais (1849-1881), sénateur de 1886 à 1891[17].
- Aimery de Cardevac d'Havrincourt (1839-1924), fils des précédents, marquis d'Havrincourt, conseiller général du Pas de Calais. Il épouse Blanche de Chabannes-la-Palice (1840-1906), dont :
- Louis (Henri Gérard Antoine Pierre Marie de Cardevac) d'Havrincourt (1863-1928), fils du précédent, marquis d'Havrincourt. Il épouse Marie Louys, dont postérité. Dernière possession d'origine seigneuriale, les bois de Villiers ont été vendus par Louis d'Havrincourt en 1925 à la Société immobilière du Comptoir Central de Crédit.